# Podturn, Mokronog-Trebelno
Podturn este o localitate din comuna Mokronog - Trebelno, Slovenia, cu o populație de 30 de locuitori.